# Michael Gregoritsch
Michael Gregoritsch (Graz, 1994. április 18. –) osztrák válogatott labdarúgó, a német Freiburg játékosa. Édesapja, Werner Gregoritsch szintén labdarúgó volt.

## Pályafutása
A Kapfenberger SV csapatában nevelkedett, majd itt is lett profi játékos. 2011 és 2015 között a német TSG 1899 Hoffenheim játékosa volt, de többször is kölcsönbe adták. A Kapfenberger, a St. Pauli és a VfL Bochum csapatánál is megfordult kölcsönben, majd a Bochum igazolta le 2015-ben. 2015 nyarán leigazolta a Hamburger SV és egészen 2017-ig a klub labdarúgója volt. A következő klubja az FC Augsburg volt, majd 2020 januárjától kölcsönben a Schalke 04 játékosa lett.
2022 júliusában a Freiburg csapatába igazolt, Ermedin Demirović pedig a Augsburghoz.
2016. szeptember 5-én mutatkozott be az Osztrák válogatottban Grúzia ellen. 2021. május 24-én bekerült a 2020-as labdarúgó-Európa-bajnokságra utazó 26 fős keretbe. Június 13-án a csoportmérkőzésen első találkozóján csapata második gólját szerezte Észak-Macedónia elleni 3–1-re megnyert mérkőzésen. 2024. június 7-én Ralf Rangnick szövetségi kapitány 26 fős keretébe bekerült, amely a 2024-es labdarúgó-Európa-bajnokságra utazott.

## Statisztika

### Válogatott
2022. szeptember 25-én frissítve.
| 2016     | 1  | 0 |
| 2017     | 4  | 0 |
| 2018     | 6  | 1 |
| 2019     | 6  | 1 |
| 2020     | 6  | 2 |
| 2021     | 10 | 1 |
| 2022     | 8  | 2 |
| Összesen | 41 | 7 |

### Válogatott góljai
2022. június 3-án frissítve.
| #  | Dátum               | Helyszín                                           | Ellenfél        | Gólja | Végeredmény | Kiírás                                       |
| -- | ------------------- | -------------------------------------------------- | --------------- | ----- | ----------- | -------------------------------------------- |
| 1. | 2018. március 27.   | Stade Josy Barthel, Luxembourg, Luxemburg          | Luxemburg       | 3–0   | 4–0         | Barátságos mérkőzés                          |
| 2. | 2019. szeptember 6. | Stadion Wals-Siezenheim, Wals-Siezenheim, Ausztria | Lettország      | 6–0   | 6–0         | 2020-as labdarúgó-Európa-bajnokság selejtező |
| 3. | 2020. szeptember 4. | Ullevaal Stadion, Oslo, Norvégia                   | Norvégia        | 1-0   | 2-1         | 2020–2021-es UEFA Nemzetek Ligája            |
| 4. | 2020. október 11.   | Windsor Park, Belfast, Észak-Írország              | Észak-Írország  | 1–0   | 1–0         | 2020–2021-es UEFA Nemzetek Ligája            |
| 5. | 2021. június 13.    | Nemzeti Stadion, Bukarest, Románia                 | Észak-Macedónia | 2–1   | 3–1         | 2020-as labdarúgó-Európa-bajnokság           |
| 6  | 2022. március 29.   | Ernst Happel Stadion, Bécs, Ausztria               | Skócia          | 1–2   | 2–2         | Barátságos mérkőzés                          |
| 7  | 2022. június 3.     | Gradski Vrt Stadion, Eszék, Horvátország           | Horvátország    | 2–0   | 3–0         | 2022–2023-as UEFA Nemzetek Ligája            |